# Mimesthes
Mimesthes is een geslacht van kevers uit de familie oliekevers (Meloidae).
Het geslacht is voor het eerst wetenschappelijk beschreven in 1872 door Marseul.

## Soorten
Het geslacht omvat de volgende soorten:
- Mimesthes karooensis Bologna, 2000
- Mimesthes maculicollis Marseul, 1872
- Mimesthes nigricollis Kaszab, 1981